# Auberville-la-Campagne
Auberville-la-Campagne is een plaats en voormalige  gemeente in het Franse departement Seine-Maritime in de regio Normandië en telt 555 inwoners (1999). De plaats maakt deel uit van het arrondissement Le Havre.

## Geschiedenis
Auberville-la-Campagne is op 1 januari 2016 gefuseerd met de gemeenten Notre-Dame-de-Gravenchon, Touffreville-la-Cable en Triquerville tot de gemeente Port-Jérôme-sur-Seine. 

## Geografie
De oppervlakte van Auberville-la-Campagne bedraagt 4,8 km², de bevolkingsdichtheid is 115,6 inwoners per km².
De onderstaande kaart toont de ligging van Auberville-la-Campagne met de belangrijkste infrastructuur en aangrenzende gemeenten.

## Demografie
Onderstaande figuur toont het verloop van het inwonertal (bron: INSEE-tellingen).